# ニコロ・アンマニーティ
ニコロ・アンマニーティ（Niccolò Ammaniti、1966年9月25日 – ）は、イタリア人の小説家。

## 経歴
1966年、イタリアローマ生まれ。
2001年にヴィアレッジョ賞、2007年にストレーガ賞を受賞した。
2001年の作品Io non ho paura（邦題『ぼくは怖くない』）は、2003年にガブリエレ・サルヴァトレス監督により映画化された。また、2010年の作品Io e Te（邦題『孤独な天使たち』）は、2012年にベルナルド・ベルトルッチ監督により映画化され、2013年4月に日本でも公開される。

## 受賞歴
- ヴィアレッジョ賞 2001年 Io non ho paura（邦題『ぼくは怖くない』）
- ストレーガ賞 2007年　Come Dio comanda（『神の思し召しのままに』）

## 作品一覧

### 小説
- 『えら！』（Branchie）（1994年）
- Ti prendo e ti porto via（Steal You Away）（1999年）
- 『ぼくは怖くない』（Io non ho paura）（2001年）
- 『神の思し召しのままに』（Come Dio comanda）（2006年）
- Che la festa cominci （2009年）
- 『孤独な天使たち』（Io e te）（2010年）

## 日本語訳された作品
- 『ぼくは怖くない』ハヤカワepi文庫、荒瀬ゆみこ訳、早川書房、2002年
- 『孤独な天使たち』単行本、中山エツコ訳、河出書房新社、2013年